# Deutscher Soldatenfriedhof Marfaux
Het Deutscher Soldatenfriedhof Marfaux is een Duitse militaire begraafplaats met gesneuvelden uit de Eerste Wereldoorlog en gelegen in het Franse dorp Marfaux. Ze ligt langs de Route de Chaumuzy op 660 m ten oosten van het dorpscentrum (Église Saint-André). Direct naast de begraafplaats ligt de Britse militaire begraafplaats Marfaux British Cemetery. 
Op de metalen kruisen staan op de voor- en achterkant de namen van de gesneuvelden waardoor er twee tot vier slachtoffers bij een kruis kunnen begraven liggen. In de noordelijke hoek van de begraafplaats staan witte stenen platen met de namen van de regimenten en bataljons waartoe de hier begraven doden behoorden. Het is een begraafplaats van de Volksbund Deutsche Kriegsgräberfürsorge dat instaat voor het onderhoud. 
Van de  4.417 slachtoffers liggen er 1.697 in individuele graven (18 van hen konden niet meer geïdentificeerd worden). In een massagraf met 2.720 slachtoffers zijn er slechts 208 bij naam bekend. Deze staan vermeld op 13 bronzen platen aan een muur tegen de noordelijke zijde van de begraafplaats.

## Geschiedenis
De begraafplaats werd in 1921 opgericht door de Franse militaire autoriteiten waarbij men de Duitse gesneuvelden, van wie de voorlopige graven verspreid lagen over een gebied van 20 km in de omtrek, hier verzamelde. Het waren voornamelijk leden van de regimenten uit Thüringen, Saksen, Hessen, Baden en Pruisen die omkwamen tijdens de Tweede Slag bij de Marne.
In 1975 werden de tijdelijke houten kruisen vervangen door de huidige metalen exemplaren.